# Regiowiki

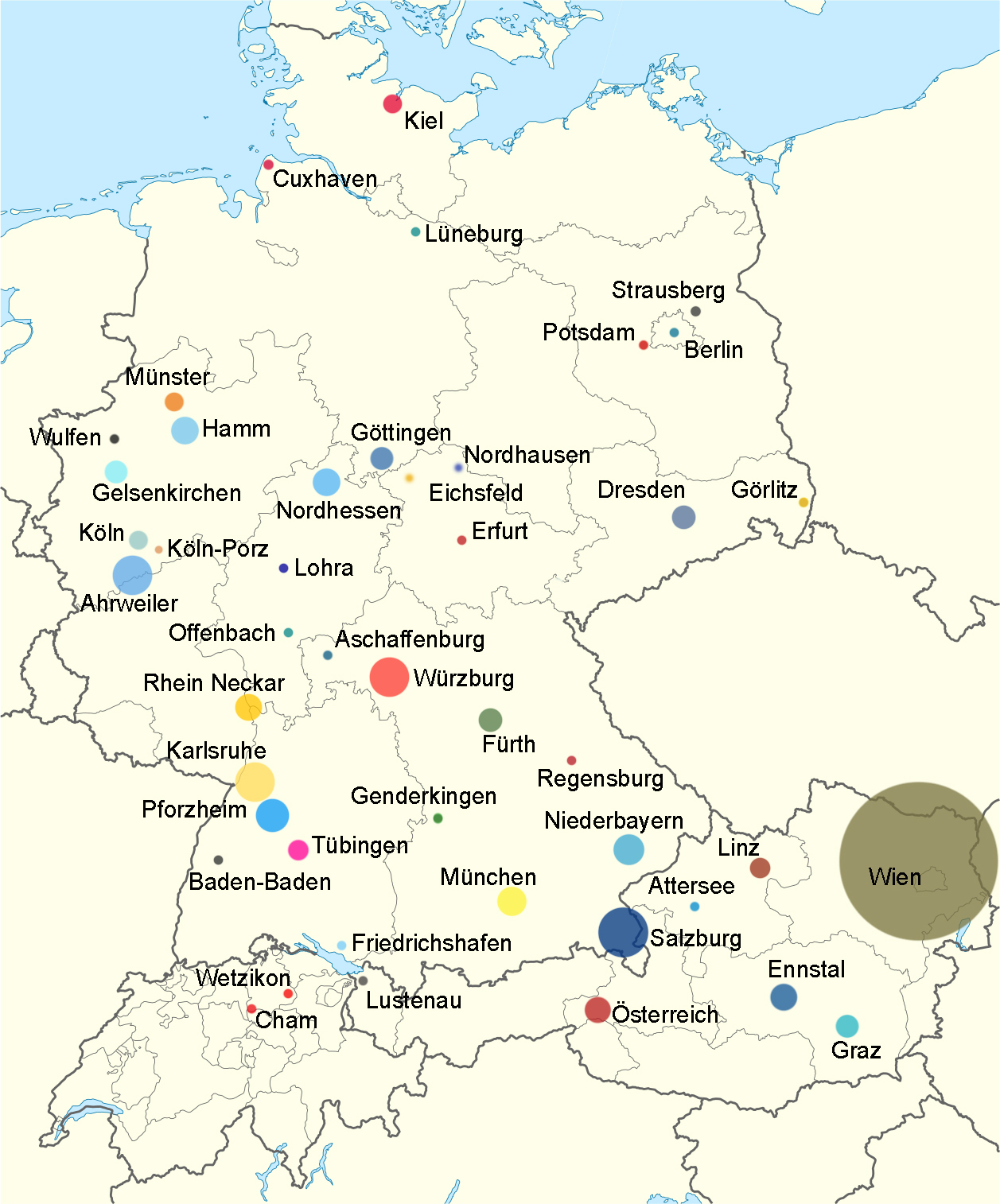
Lage und Größe der Stadt- und Regiowikis im deutschsprachigen Raum. (Stand Januar 2022)

Regiowikis, auch regionale Wikis oder Stadtwikis genannt, bieten wie alle Wikis die Möglichkeit, Themen in freier Bearbeitbarkeit lexikalisch aufzubereiten. Regiowikis sind interaktive Plattformen, in denen unter anderem lokale Ortschroniken und -lexika oder Heimatbücher erstellt werden können.

## Funktion der Regiowikis
Typisch ist ein umfassender Ansatz, der ganzheitlich die jeweilige Region abzudecken versucht, was die Anzahl interessierter Leser wie Mitarbeiter fördert. Wenn es keine aktuellen Ortschroniken, Stadtlexika oder Stadtchroniken gibt, wie beispielsweise in Fürth, dann kann ein Regiowiki die Lücke schließen.
Viele Regiowikis werden von Vereinen betrieben, in deren Satzungen die jeweiligen Vereinsziele festgeschrieben sind. Beispielsweise will der Verein FürthWiki – Verein für freies Wissen und Stadtgeschichte, der Betreiber des FürthWikis, helfen „die Geschichte und Kultur der Stadt Fürth zu erforschen, dokumentieren und verbliebene einzigartige Kulturwerte zu bewahren, geschichtliche Kenntnisse zu erhalten und zu vermitteln sowie die Freiheit des Wissens zu fördern“, wobei der Aufbau und die Pflege einer freien und den Nutzern kostenlos zugänglichen Internet-Enzyklopädie dem Erreichen dieses Ziels dienen soll.

### Inhalte
Im Unterschied zu Wikipedia muss regionale Relevanz gegeben sein. Es ist regionales Interesse, nicht allgemeines Interesse relevanzstiftend. Die Relevanzkriterien bezüglich Größe und Bedeutung eines Artikelgegenstandes sind dem regionalen Maßstab angepasst. Bei ortsbezogenen Themen kann mehr ins Detail gegangen werden als bei Wikipedia. In manchen Regiowikis werden wertende Aussagen der Autoren in gewissen Grenzen toleriert.

### Aufbau, Technik, Lizenzen
Die Oberfläche ist betont nüchtern und funktional. Die Gestaltung vieler Regiowikis ähnelt der der Wikipedia, da es zwischen den Enzyklopädien auch zunehmend inhaltliche Querverweise gibt, die Verfasser teilweise auch in der Wikipedia aktiv sind und die überwiegende Zahl der Plattformen auf dem Wiki-Hypertext-System MediaWiki basieren.
Bei den Lizenzen sind für die Texte im Prinzip Creative-Commons-Lizenzen üblich, wobei jedoch einerseits eine ganz freie Lizenz, wie in der Wikipedia verwendet wird, andererseits aber sehr viele davon den Zusatz NC für Non-commercial in ihrer Lizenz führen und damit zur Wikipedia nicht kompatibel sind. Manche führen auch noch den Zusatz ND für No derivatives (keine abgeleiteten Werke) in ihrer Lizenz.

### Finanzierung
Personalkosten fallen aufgrund des hohen Anteils an ehrenamtlicher Betätigung in den meisten Fällen gering aus, jedoch in regelmäßigen Abständen bei Reparatur und Wartung an. Zusammen mit den sonstigen laufenden Kosten, beispielsweise für die Server, werden diese von den jeweiligen Trägern übernommen. Abhängig vom Betreiber sind die Regiowikis auf finanzielle Unterstützung durch Spenden, wie beispielsweise auch Wikipedia, angewiesen. Andere werden direkt vom Betreiber unterhalten, wie das Wien Geschichte Wiki durch die Stadt Wien oder das Salzburgwiki durch die Salzburger Nachrichten. Wenn diese Unterstützungen nicht zur Vollfinanzierung des Betriebes der Wikis führen, unterhalten einige Werbebanner, um die Nutzung weiterhin kostenfrei zu gestalten.

## Deutschsprachiger Raum
Im Juli 2003 wurde in Dresden das erste bekannte deutschsprachige StadtWiki gegründet. Seitdem bildeten sich in Deutschland in rund 50 Städte und Regionen Regiowikis. Zunehmend sahen Benutzer im Regiowiki auch ein Nachschlagewerk, um sich schnell beispielsweise über Behörden, Einkaufsmöglichkeiten, Ausflugsziele oder Veranstaltungen, die die Region bzw. Stadt betreffen, zu informieren. Die Stadt Wien betreibt mit dem Wien Geschichte Wiki eines der größten Regiowikis.
Regiowikis könnten einerseits für Lokalzeitungen zu Konkurrenten werden, denn auch sie liefern aktuelle Informationen, schicken beispielsweise Vertreter zu Pressekonferenzen und berichten darüber, oder listen Veranstaltungstipps. Regiowikis sind andererseits auch ein Potential für die Zeitung vor Ort, die so ihr Online-Angebot vielfältiger gestalten könnte. Die redaktionelle Betreuung des Wikis erfolgt dann durch Angestellte des Verlags, was eine gewisse journalistische Korrektheit sicherstellt.
Ein solches Regiowiki betreiben beispielsweise auch seit 2007 die renommierten österreichischen Salzburger Nachrichten, mit Fokus auf das Heimatgebiet des Regionalblattes der Zeitung, das Bundesland Salzburg und seine Umgebung (Salzburgwiki) sowie seit 2008 die Passauer Neue Presse mit dem RegioWiki Niederbayern.

### StadtWiki-Tage

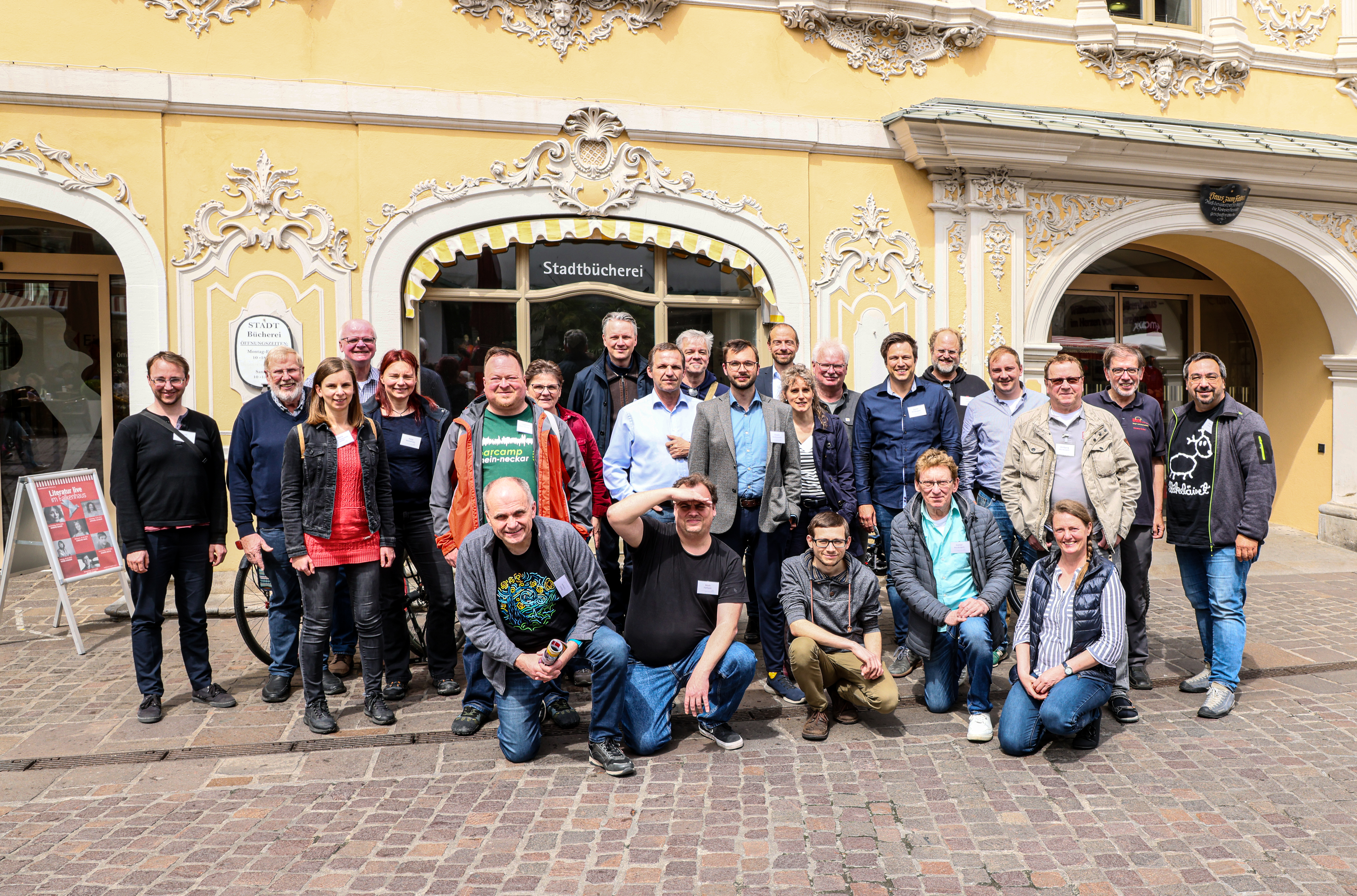
StadtWiki-Tage in Würzburg, Mai 2023

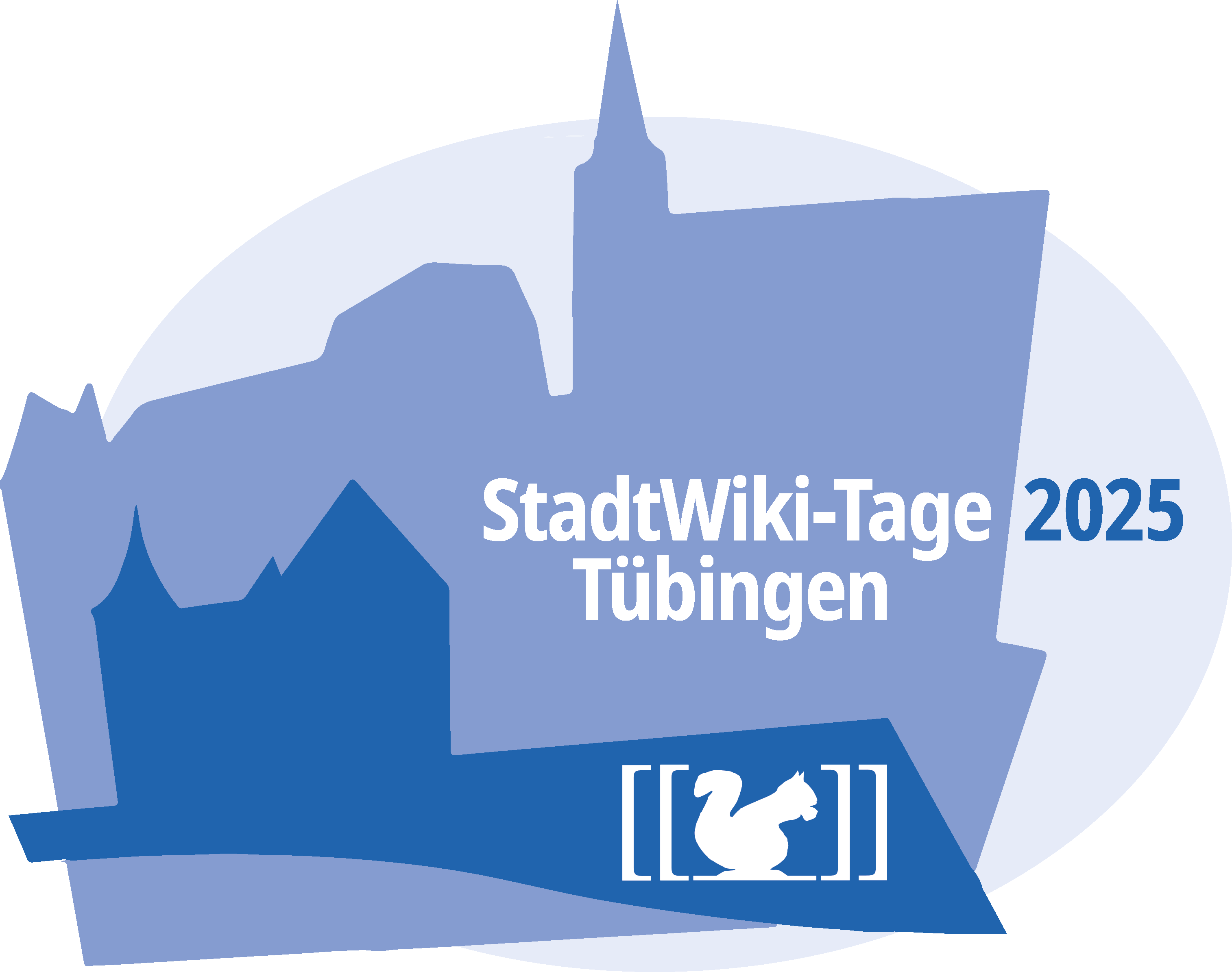
StadtWiki-Tage 2025 in Tübingen

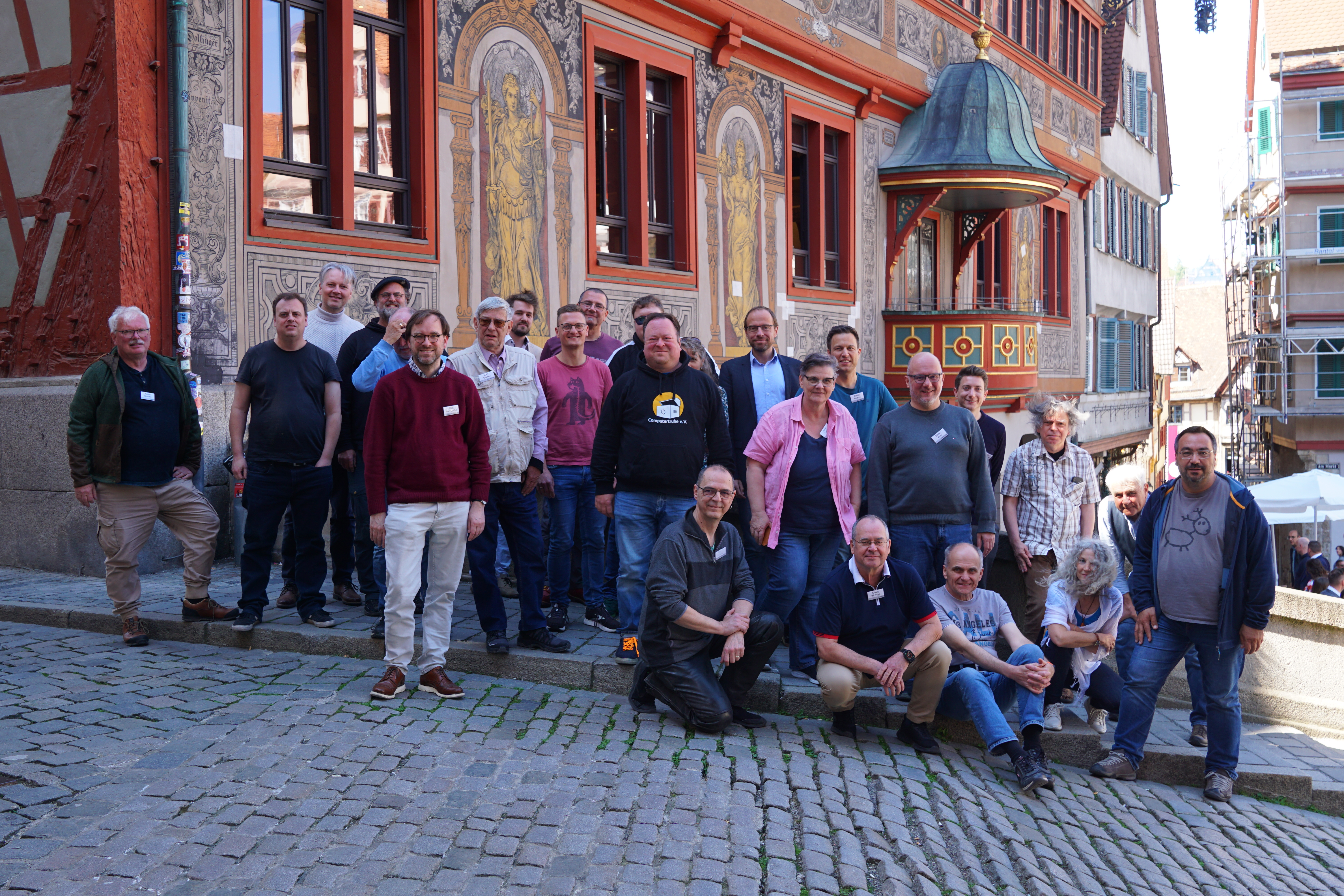
StadtWiki-Tage Tübingen 2025

Die StadtWiki-Tage fanden in Furtwangen (2009), Kassel (2010), Ahrweiler (2012), Passau (2016), Fürth (2018) statt. Die geplanten Stadtwiki-Tage 2020 wurden aufgrund von Covid-19 verschoben und fanden in Würzburg (2023) statt. Das StadtWiki-Treffen 2025 fand vom 9.–11. Mai 2025 in Tübingen statt. Zum Auftakt brachte eine auch bei YouTube live übertragene Podiumsdiskussion zum Thema "Die "Wahrheit" im Internet!?!" ...beginnt mit der Beschreibung und Dokumentation der Welt vor der eigenen Haustür! - Potenziale und Chancen von Stadtwikis in Zeiten der aufkommenden KI." interessante Blickwinkel von Tübinger Köpfen zum Thema in Austausch.
Im Rahmen der IV. StadtWiki-Tage vom 20. und 21. Juli 2018 in Fürth stellte die Goethe-Universität Frankfurt am Main eine Studie über Wie ticken Regiowikis? vor. Die Goethe-Universität hat seit längerem als Forschungsgebiet die Regiowikis und gab einen Einblick in Methoden und Analysemöglichkeiten der lokalen und regionalen Wikis. Im Wesentlichen konnte folgende Ergebnisse bisher beobachtet werden:
- Die ersten Regiowikis begannen 2003.
- Regiowikis können in Klassen unterschiedlicher Bearbeitungsaktivitäten über ihre Lebensspanne unterteilt werden.
- Ein kleiner Teil von Autoren leistet den größten Anteil an Bearbeitungen.
- Wikis erreichen nach kurzer Zeit charakteristische Themenverteilungen und -vernetzung.

Details der Forschungsarbeiten wurden bei FürthWiki auf der Projektseite Stadtwiki-Tage 2018 veröffentlicht.

### Deutschsprachige Regiowikis
Dies ist eine Liste von aktiven deutschsprachigen Regiowikis, die mindestens 500 Artikel aufweisen.
| Name                                                                    | Region                            | Land | gegründet  | Artikel Ende 2024 | Neue Artikel seit 2023 | Bilder, Tabellen etc. 2024 (Neu seit 2023) | Bearbeitungen 2024 (Neu seit 2023) | Reg. Benutzer 2024 (Neu seit 2023) | Aktive Benutzer 2024 (2023) | Adresse                                           | Stand      | Quelle               |
| ----------------------------------------------------------------------- | --------------------------------- | ---- | ---------- | ----------------- | ---------------------- | ------------------------------------------ | ---------------------------------- | ---------------------------------- | --------------------------- | ------------------------------------------------- | ---------- | -------------------- |
| ÖsterreichWiki vormals RegiowikiAT                                      | Österreich gesamt                 | AT   | 10.11.2013 | 16.578            | +965                   | nur Commons                                | 535.698 (+48.513)                  | 1015 (+79)                         | 24 (24) (30 Tage)           | zur Startseite                                    | 31.12.2024 | [ 9 ]                |
| Wien Geschichte Wiki                                                    | Wien                              | AT   | 11.09.2014 | 330.768           | +1.286                 | 18.207 (+1.503)                            | 962.084 (+64.040)                  | 3.013 (+231)                       | 47 (31) (30 Tage)           | Startseite im Wien Geschichte Wiki der Stadt Wien | 31.12.2024 | [ 10 ] [ 11 ]        |
| Stadtwiki Karlsruhe                                                     | Mittlerer Oberrhein               | DE   | 22.07.2004 | 26.247            | +120                   | 34.733 (+118)                              | 581.208 (+6.411)                   | 8.607 (+245)                       | 35 (44) (30 Tage)           | zur Startseite                                    | 31.12.2024 | [ 10 ] [ 12 ]        |
| Salzburgwiki                                                            | Bundesland Salzburg               | AT   | 27.02.2007 | 46.721            | +1.196                 | 52.089 (+2.511)                            | 1.216.117 (+59.673)                | 5.749 (+67)                        | 51 (51) (30 Tage)           | zur Startseite                                    | 31.12.2024 | [ 10 ] [ 13 ]        |
| RegioWiki Niederbayern bis 2016: RegioWiki für Niederbayern & Altötting | Niederbayern und z. T. Oberbayern | DE   | 08.11.2008 | 19.728            | +100                   | 16.550 (+71)                               | 276.446 (+4.947)                   | 4.503 (+842)                       | 20 (20) (30 Tage)           | zur Startseite                                    | 13.01.2024 | [ 10 ] [ 14 ]        |
| AW-Wiki                                                                 | Landkreis Ahrweiler               | DE   | 01.09.2007 | 33.657            | +647                   | 44.939 (+9.420)                            | 372.542 (+9.420)                   | 1.533 (+88)                        | 108 (112) (364 Tage)        | zur Startseite                                    | 31.12.2024 | [ 10 ] [ 15 ]        |
| Hammwiki                                                                | östliches Ruhrgebiet              | DE   | 03.04.2006 | 16.633            | +238                   | 21.940 (+813)                              | 260.548 (+15.036)                  | 1090 (+104)                        | 10 (10) (30 Tage)           | zur Startseite                                    | 21.12.2024 | [ 10 ] [ 16 ]        |
| München Wiki                                                            | Großraum München                  | DE   | 23.03.2005 | 16.967            | -476                   | 10.375 (+721)                              | 263.515 (+12.855)                  | 2.484 (+112)                       | 11 (14) (30 Tage)           | zur Startseite                                    | 31.12.2024 | [ 10 ] [ 17 ]        |
| Rhein-Neckar-Wiki                                                       | Metropolregion Rhein-Neckar       | DE   | 15.12.2005 | 12.101            | +308                   | 6.655 (+1.109)                             | 122.752 (+4.351)                   | 1054 (+77)                         | 7 (12) (30 Tage)            | zur Startseite                                    | 31.12.2024 | [ 10 ] [ 18 ]        |
| Stadtwiki Dresden                                                       | Großraum Dresden                  | DE   | 31.07.2003 | 11.843            | +412                   | 10.775 (+285)                              | 157.107 (+11.338)                  | 1.874 (+84)                        | 13 (23) (30 Tage)           | zur Startseite                                    | 31.12.2024 | [ 10 ] [ 19 ] [ 20 ] |
| FürthWiki                                                               | Stadt Fürth                       | DE   | 07.02.2007 | 12.871            | +830                   | 38.962 (+6.173)                            | 605.991 (+153.056)                 | 1.371 (+172)                       | 31 (42) (30 Tage)           | zur Startseite                                    | 31.12.2024 | [ 21 ] [ 22 ]        |
| Gelsenkirchener Geschichten                                             | Gelsenkirchen                     | DE   | 16.05.2009 | 8.511             | +116                   | 6.193 (+48)                                | 249.012 (+9.422)                   | 125 (+0)                           | 6 (6) (30 Tage)             | zur Startseite                                    | 31.12.2024 | [ 10 ] [ 23 ]        |
| Atterwiki                                                               | Region Attersee-Attergau          | AT   | 12.04.2010 | 1.168             | +56                    | 5.911 (+159)                               | 58.660 (+2.377)                    | 169                                | 2                           | zur Startseite                                    | 31.12.2024 |                      |
| EnnstalWiki                                                             | Ennstal                           | AT   | 16.09.2010 | 16.706            | +603                   | 675.737 (+1.963)                           | 257.033 (+10.202)                  | 843 (5)                            | 17 (15) (30 Tage)           | zur Startseite                                    | 31.12.2024 | [ 10 ] [ 24 ]        |
| WürzburgWiki                                                            | Großraum Würzburg                 | DE   | 02.01.2009 | 30.550            | +600                   | 37.685 (+3.152)                            | 727.759 (+35.696)                  | 1.539 (+139)                       | 23 (25) (30 Tage)           | zur Startseite                                    | 31.12.2024 | [ 10 ] [ 25 ]        |
| MünsterWiki                                                             | Stadt Münster                     | DE   | 15.11.2005 | 4.774             | +509                   | 498 (+8)                                   | 57.116 (+6.870)                    | 841 (-1.337)                       | 4 (4) (30 Tage)             | zur Startseite                                    | 31.12.2024 | [ 10 ] [ 26 ]        |
| TÜpedia                                                                 | Stadt Tübingen                    | DE   | 07.03.2007 | 7.953             | +181                   | 5.671 (+217)                               | 100.862 (+7.436)                   | 732 (+207)                         | 13 (10) (30 Tage)           | zur Startseite                                    | 31.12.2024 | [ 10 ] [ 27 ]        |
| Linz-Wiki                                                               | Stadt Linz                        | AT   | 01.10.2009 | 4.897             | +29                    | 5.268 (+120)                               | 117.498 (+9.237)                   | 3.907 (+69)                        | 4 (8) (30 Tage)             | zur Startseite                                    | 31.12.2024 | [ 10 ] [ 28 ]        |
| Graz-Wiki                                                               | Stadt Graz                        | AT   | 04.10.2011 | 10.422            | +332                   | 8.224 (+388)                               | 57.475 (+3.216)                    | 131 (+10)                          | 3 (3) (30 Tage)             | zur Startseite                                    | 31.12.2024 | [ 10 ] [ 29 ]        |
| Cuxhaven-Wiki                                                           | Stadt Cuxhaven                    | DE   | 29.04.2007 | 2.978             | +181                   | 4.982 (+275)                               | 54.235 (+3.153)                    | 257 (+10)                          | 8 (7) (30 Tage)             | zur Startseite                                    | 13.01.2024 | [ 10 ] [ 30 ]        |
| Lünepedia                                                               | Stadt Lüneburg                    | DE   | 01.06.2020 | 566               | +19                    | 1.700 (+34)                                | 18.225 (+1.317)                    | 521 (+25)                          | 4 (5) (30 Tage)             | zur Startseite                                    | 13.01.2024 | [ 10 ] [ 31 ]        |
| Kiel-Wiki                                                               | Stadt Kiel                        | DE   | 21.05.2013 | 4.896             | +150                   | 3.382 (+286)                               | 64.381 (+6.381)                    | 655 (+92)                          | 7 (5) (30 Tage)             | zur Startseite                                    | 31.12.2024 | [ 10 ] [ 32 ]        |
| Bonn.wiki                                                               | Bonn und Rhein-Sieg-Kreis         | DE   | 02.07.2016 | 3.505             | +1.477                 | 2.202 (+861)                               | 53.842 (k. A.)                     | 163 (k. A.)                        | 2 (k. A.)                   | Zur Startseite                                    | 31.12.2024 | [ 10 ] [ 33 ]        |
| Nordhausen-Wiki                                                         | Stadt Nordhausen                  | DE   | 01.10.2012 | 3.783             | +887                   | 1.566 (+105)                               | 48.387 (+9.221)                    | 322 (+71)                          | 16 (13) (180 Tage)          | zur Startseite                                    | 31.12.2024 | [ 10 ] [ 34 ]        |
| Chamapedia                                                              | Gemeinde Cham ZG                  | CH   | 16.11.2016 | 1.561             | +105                   | 6.127 (+586)                               | 50.338 (+7.895)                    | 24 (0)                             | 3 (1) (30 Tage)             | zur Startseite                                    | 31.12.2024 | [ 10 ] [ 35 ]        |
| Aukrug Geschichte Wiki                                                  | Aukrug                            | DE   | 17.05.2020 | 935               | +50                    | 6.554 (+2.964)                             | 28.857 (+1.093)                    | 21 (+1)                            | 4 (5) (30 Tage)             | zur Startseite                                    | 13.01.2024 | [ 10 ] [ 36 ]        |
| Wetzipedia                                                              | Stadt Wetzikon                    | CH   | 23.03.2010 | 3.138             | +296                   | 15.192 (+1.562)                            | 113.060 (+15.491)                  | 497 (+4)                           | 1 (4) (30 Tage)             | zur Startseite                                    | 31.12.2024 | [ 10 ] [ 37 ]        |
| ErftstadtWiki                                                           | Stadt Erftstadt                   | DE   | 03.11.2016 | 3.423             | +483                   | 459 (+294)                                 | 14.523 (+4.062)                    | 27 (+21)                           | 4 (0) (30 Tage)             | zur Startseite                                    | 31.12.2024 | [ 10 ] [ 38 ]        |
| Wiki der Herner                                                         | Ruhrgebiet Herne                  | DE   | 10.12.2014 | 5.474             | +240                   | 5.120 (+335)                               | 74.717 (+2.714)                    | 163 (+2)                           | 3 (6) (30 Tage)             | Zur Startseite                                    | 31.12.2024 | [ 10 ] [ 39 ]        |
| Erfurt-web.de                                                           | Erfurt                            | DE   | k. A.      | 2.429             | + 21                   | 7.988 (+79)                                | 83.239 (+1.891)                    | 4.713 (0)                          | 2 (2) (30 Tage)             | Zur Startseite                                    | 31.12.2024 | [ 10 ] [ 40 ]        |
| OberpfalzWiki                                                           | Oberpfalz                         | DE   | 11.01.2025 | 1.297             | -                      | 245                                        | -                                  | 86 (-)                             | 29 (-)                      | zur Startseite                                    | 01.02.2025 | [ 10 ] [ 41 ]        |
| Stadtwiki Meißen                                                        | Meißen                            | DE   | 01.03.2024 | 659               | +647                   | 303 (+294)                                 | 3.899 (-)                          | 29 (-)                             | 3 (-)                       | zur Startseite                                    | 01.02.2025 | [ 10 ] [ 42 ]        |
| PotsdamWiki                                                             | Potsdam                           | DE   | 23.01.2006 | 1.862             | +6                     | 2.377 (+220)                               | 46.509 (+1.605)                    | 5 (-)                              | 8 (-)                       | zur Startseite                                    | 10.05.2025 | [ 10 ] [ 43 ]        |

### Geschichte
Folgende Regiowikis waren im jeweils genannten Zeitraum aktiv.
- Augsburgwiki, 2007–2019
- BielePedia (Bielefeld), 2007–2014
- Stadtwiki Bremen, 2006–2010
- Stadtwiki Esslingen, 2007–2019
- FrankenWiki, 2007–2018
- Frankfurt bei Nacht, 2003–2014
- Furtwangen Stadtwiki, 2009–2016
- Wiki-Göttingen, 2007–2023
- Hamburg Stadtwiki, 2005–2013
- Ilmenau Wiki, 2005–2007
- Stadtwiki Koblenz, 2009–2014
- KrefeldWiki, 2008–2016
- Leipzig-Wiki, 2005–2015
- Stadt- und Landkreis Ludwigsburg, 2009–2011
- MagdeWiki (Magdeburg), 2008–2012 (2012 – Zusammenschluss mit Sachsen-Anhalt-Wiki – offline seit 2018)
- NürnbergWiki, 2010–2018
- Rhein-Main-Wiki, 2008–2018
- ReutlingenWiki, 2008–2020
- Sachsen-AnhaltWiki, 2008–2018
- swikfurt.de (Schweinfurt), 2007–2011
- Stralsund Wiki, 2006–2016
- Stadtwiki Stuttgart, 2007–2020
- Wiki-Willebadessen, 2016–2021
- HNA-Regiowiki (Hessen-Niedersachsen), 2006–2022
- Stadtwiki Pforzheim-Enz, 2006–2024

Seit 2017 gingen folgende Regiowikis offline: FrankenWiki, Sachsen-Anhalt-Wiki (Sommer 2018), Rhein-Main-Wiki und das HNA-Regiowiki (am 28. März 2022). Im NürnbergWiki, Nachfolger des 2004 gegründeten und am 17. Juli 2009 gehackten WikiNürnberg, erfolgte die letzte Bearbeitung am 22. Mai 2019 (Stand 29. Januar 2023).

#### Ehemalige Regiowikis von Regionalzeitungen
Die Hessische/Niedersächsische Allgemeine mit Hauptsitz in Kassel eröffnete am 2. Januar 2006 das HNA-Regiowiki. Das HNA-Regiowiki wurde am 28. März 2022 eingestellt. Der Rechtsstatus von 15.680 Artikel und 12.671 Bilder ist nun ungeklärt.
Am 15. Oktober 2008 wurde das Sachsen-AnhaltWiki ehrenamtlich in der Landeshauptstadt Magdeburg gegründet. 2014 übernahm die Mitteldeutsche Zeitung in Halle (Saale) dieses Regiowiki und schloss es nach vier Jahren der Vernachlässigung in den Sommerferien 2018. Seitdem sind die Rechte an den 3.668 ehrenamtlich erstellten Artikeln und den 2.548 eingestellten Bildern unklar, die Seiten sind inzwischen offline.
2004 wurde ehrenamtlich das WikiNürnberg gegründet. Am 19. November 2007 startete die Nürnberger Zeitung als Konkurrenz das FrankenWiki, das sie 2017 einstellte. Der Rechtsstatus der 4.693 Artikel und 3.971 Bilder ist unklar.
Am 17. Juli 2009 wurde das WikiNürnberg Opfer eines Spam-Angriffs, wobei alle Artikel verlorengingen. Als Ersatz wurde das NürnbergWiki ins Leben gerufen. Ein Hauptautor des FrankenWikis lud daraufhin Bilder aus dem FrankenWiki in das neue NürnbergWiki, was die Nürnberger Zeitung aber monierte. Hierbei wurde auch Copyfraud (Schutzrechtsanmaßung) seitens der Nürnberger Zeitung für gemeinfreie Bilder oder Bilder mit unklarem Schutzrecht beobachtet. Das NürnbergWiki hat alle monierten Bilder trotzdem gelöscht, um langjährigen und kostspieligen juristischen Auseinandersetzungen aus dem Wege zu gehen.

#### Inaktive deutschsprachige Regiowikis
Manche Regiowikis sind inzwischen wieder vergangen oder sind offline. Dies ist eine Liste von inaktiven deutschsprachigen Regiowikis, die mindestens 2000 Artikel aufweisen. Als inaktiv gilt ein Regiowiki bei dem im letzten Jahr weniger als drei User aktiv waren, weniger als zehn Änderungen durchgeführt wurden, oder weniger als zwei neue Artikel angelegt wurden.
| Name                    | Region                           | Land | gegründet  | Artikel Ende 2022 | Neue Artikel seit 2021 | Bilder, Tabellen etc. 2022 (Neu seit 2021) | Bearbeitungen 2022 (Neu seit 2021) | Seiten- aufrufe in Mio. 2022 (Neu seit 2021) | Reg. Benutzer 2022 (Neu seit 2021) | Aktive Benutzer 2022 (2021) | Adresse        | Stand      | Quelle        |
| ----------------------- | -------------------------------- | ---- | ---------- | ----------------- | ---------------------- | ------------------------------------------ | ---------------------------------- | -------------------------------------------- | ---------------------------------- | --------------------------- | -------------- | ---------- | ------------- |
| HNA-Regiowiki           | Nordhessen                       | DE   | 28.08.2006 | 15.680            | +0                     | 12.821 (+0)                                | 292.970 (+0)                       | 155,96 (+0)                                  | 1.518 (+0)                         | 0 (0) (30 Tage)             | offline        | 28.03.2022 | [ 10 ] [ 45 ] |
| Sachsen-AnhaltWiki      | Region Sachsen-Anhalt            | DE   | 15.10.2008 | 3.668             | +0                     | 2.548 (0)                                  | 45.591 (0)                         | 19,32 (0)                                    | 2.695 (0)                          | 0 (0) (30 Tage)             | offline        | 06.01.2019 | [ 10 ] [ 47 ] |
| Rhein-Main-Wiki         | Region Rhein-Main                | DE   | 01.10.2008 | 2.706             | +0                     | 2.302 (0)                                  | 23.587 (0)                         | 57,42 (0)                                    | 53 (0)                             | 0 (0) (30 Tage)             | offline        | 06.01.2019 | [ 10 ] [ 49 ] |
| Köln-Wiki               | Stadt Köln                       | DE   | 21.10.2008 | 3.299             | +15                    | 758 (+0)                                   | 24.946 (+228)                      | 25,27 (+2,03)                                | 396 (+9)                           | 1 (1) (30 Tage)             | zur Startseite | 31.12.2022 | [ 10 ] [ 50 ] |
| StrausbergWiki          | Region Strausberg                | DE   | 14.09.2007 | 3.267             | +2                     | 1.209 (+0)                                 | 16.720 (+27)                       | k. A.                                        | 308 (6)                            | 2 (2) (30 Tage)             | zur Startseite | 31.12.2022 | [ 10 ] [ 51 ] |
| FrankenWiki             | Großraum Metropolregion Nürnberg | DE   | 02.10.2007 | 4.693             | +0                     | 3.971 (0)                                  | 114.485 (0)                        | 25,16 (0)                                    | 9.827 (0)                          | 0 (0) (30 Tage)             | offline        | 01.06.2018 | [ 10 ] [ 53 ] |
| Wiki-Göttingen          | Großraum Göttingen               | DE   | 30.03.2007 | 7.650             | 0                      | 4.469 (+0)                                 | 50.290 (+0)                        | 43,18 (+4)                                   | 1.234 (+0)                         | 3 (3) (30 Tage)             | zur Startseite | 13.01.2024 | [ 10 ] [ 54 ] |
| Stadtwiki Pforzheim-Enz | Großraum Pforzheim               | DE   | 29.04.2006 | 26.278            | +1.476                 | 11.511 (+867)                              | 210.629 (+5.511)                   | 3.147 (+1)                                   | 9 (10) (91 Tage)                   | zur Startseite              | offline        | 24.10.2024 |               |

1. 1 2 3 4 5 6 7 8 9 10 11 12 13 14 15 16 17 18 19 20 21 22 23 24 25 26 27 28 29 30 31 32 33  
Aktive Benutzer sind hierbei die Benutzer mit Bearbeitungen während der vergangenen 30 Tage.
2. ↑  
Aktive Benutzer sind hierbei die Benutzer mit Bearbeitungen während der vergangenen 364 Tage.
3. ↑  
Aktive Benutzer sind hierbei die Benutzer mit Bearbeitungen während der vergangenen 180 Tage.
4. ↑  
Aktive Benutzer sind hierbei die Benutzer mit Bearbeitungen während der vergangenen 91 Tage.

## Britischer Raum
- theislandwiki: Regiowiki der Kanalinseln im Ärmelkanal[56]

## Frankreich
- Wikimanche: Regiowiki der Département Manche[57]

## Vereinigte Staaten von Amerika
In den USA finden sich:
- Davis Wiki: Regiowiki von Davis, einer Stadt im Yolo County im Norden Kaliforniens.
- Bloomingpedia: Regiowiki von Bloomington, einer Stadt im mittleren Süden Indianas.

## Volksrepublik China
- Beijingology:[59] Regiowiki von Peking, gegründet 2006. Nach vorübergehender, staatlich angeordneter Sperrung ist das Regiowiki nun inaktiv. Die Domain besteht weiter, jedoch als Tourismus-Homepage Pekings und steht laut der Website möglicherweise zum Kauf an (“The domain beijingology.com may be for sale”). Das Regiowiki, in englischer Sprache, war unter Creative Commons lizenziert und nutzte die Wiki-Software MediaWiki.